# Juncal Rivero
María Juncal Rivero Fadrique (Valladolid, 31 de agosto de 1966), conocida como Juncal Rivero, es una modelo, presentadora de televisión y actriz española.

## Biografía
En 1983 ganó los concursos Miss Valladolid y Miss Castilla y en 1984 el concurso de belleza de Miss España. Un año después se haría con el título de Miss Europa. Inicia entonces su carrera como modelo, que le lleva a desfilar por las pasarelas de París y Nueva York.
En 1986 se produce su primera incursión en el mundo de la interpretación al intervenir en la serie de Televisión española Segunda enseñanza de Pedro Masó. Posteriormente se integraría en el reparto de series como El Súper o La casa de los líos (1997-1999) junto a Arturo Fernández. Fue este último quien le brinda la oportunidad de debutar en el teatro con la obra Desconcierto. También ha intervenido en la película Bomba de relojería (1998), de Ramón Grau.
Como presentadora de televisión su trayectoria ha estado vinculada profesionalmente al productor José Luis Moreno, junto a quien se inicia en esta faceta en 1994 con el programa Entre amigos que al año siguiente pasó a llamarse Noche espectacular entre amigos en Canal Sur 1.
Pero es en el periodo 2000-2004 cuando adquiere mayor popularidad al hacerse cargo del programa musical en directo los sábados de TVE Noche de fiesta, producido y dirigido por Moreno, y al que se incorporaría también en las tareas de presentación otra ex Miss España: María José Suárez.
Se casó con el empresario de origen sueco Fredrik Anders Alm, en la Iglesia de San Francisco de Palma de Mallorca, pero se acabaron divorciando dos años después. El matrimonio tuvo un hijo en 2004, Derek Alm Rivero.
En 2005 participó como concursante en el programa de baile Mira quien baila en la primera de sus ediciones.
En el año 2006 Juncal Rivero y Fredrik Alm se divorciaron.
En cuanto a su experiencia teatral, entre agosto de 2005 y febrero de 2007 ha protagonizado junto a Arturo Fernández y Eva Serrano la comedia teatral de Santiago Moncada Desconcierto. Tres años después, en 2010, interviene en el montaje de Brujas, de Santiago Moncada, con dirección de Manuel Galiana.
En 2011 participó en la serie de Telecinco La que se avecina en el capítulo número 58 de la quinta temporada de la serie (5X04), estrenándose el capítulo el día 22 de mayo y titulado "Un anillo, una reconciliación y un engendro mecánico", en el que participó junto al actor de la serie Pablo Chiapella. Juncal Rivero encarna a una adinerada femme fatale, la Señora Saldaña, que se encapricha de Amador y trata de seducirle mientras el 'Cuqui' trabaja como chófer a su servicio y su marido está en Frankfurt. En 2014 hace una reaparición en la serie de Telecinco La que se Avecina como Señora de Carceller, casada con el sr Carceller (Santiago Meléndez). En este episodio Amador (Pablo Chiapella) y Maite (Eva Isanta) hacen de sus sirvientes domésticos.
En la actualidad es la licenciataria de las Marcas Miss y Míster España, el certamen oficial que nació en 1929.

## Filmografía

### Series de televisión
| Año              | Serie                    | Personaje         | Canal     | Notas        |
| ---------------- | ------------------------ | ----------------- | --------- | ------------ |
| 1986             | Segunda enseñanza        | Margaret          | La 1      | 2 episodios  |
| 1997 - 1999      | La casa de los líos      | Natalia           | Antena 3  | 38 episodios |
| 1999             | El Súper                 | Veronica          | Telecinco | 2 episodios  |
| 2001             | Academia de baile Gloria | Victoria          | La 1      | 1 episodio   |
| 2001 - 2003      | Telepasión Española      | Varios Personajes | La 1      | 3 episodios  |
| 2011; 2014; 2020 | La que se avecina        | Victoria Saldaña  | Telecinco | 3 episodios  |

### Programas de televisión
| Año         | Serie                 | Personaje                 | Canal  | Notas        |
| ----------- | --------------------- | ------------------------- | ------ | ------------ |
| 2000 - 2004 | Noche de fiesta       | junto a María José Suárez | TVE    | Presentadora |
| 2016 - 2018 | En compañía           | junto a Ramón García      | CMM TV | Presentadora |
| 2016 - 2017 | Campanadas Fin de Año | junto a Mariló Leal       | CMM TV | Presentadora |
| 2023        | La plaza de La 1      |                           | La 1   | Colaboradora |

### Películas
| Año  | Película           | Personaje       |
| ---- | ------------------ | --------------- |
| 1998 | Bomba de relojería | Doctora Fuentes |